# 節葬
節葬，墨家思想之一。墨子認為厚葬久喪容易使國家貧窮，人民減少，政治紊亂。墨子於此主張明顯反對儒家的葬禮。

## 提出富眾治的主張
墨子認為，仁者為天下考慮，如同孝子為父母親考慮一樣。父母貧窮時，應當使他們富有；因此人民太少，就應想辦法使之增多；人民亂了，就應當讓他們安定。能力不足、財力不足、智力不足這些事情只會辦不成。但是孝子不會隱藏自己的能力、智力和財力。
墨子慨嘆三代聖王經已逝世，天下失去了是非標準。後世的君子認為厚葬就是仁和義；同時亦有一派人認為厚葬不是仁和義。這兩派人互相非議，同時高舉效法堯、舜、禹、湯、文、武的主張。這兩派人都言論不定，因此墨子提出考察國家和萬民的施政利益，那一點符合富、眾、治。只要能夠使窮變富、使寡變眾，使危變安，就是符合仁和義了。

## 反對厚葬久喪
墨子提出考察厚葬久喪是否符合利益，因此墨子假設如果有喪事舉行，按照厚葬派說法，棺木一定要厚、埋葬一定要深、衣服一定要多，而且棺飾需要華麗和墳堆一定要大。故此百姓有喪事時幾乎都傾家蕩產、諸侯有了喪事則傾盡府庫，還要讓死者遍身珠寶。
隨後舉行喪事時，哭泣無定時，還要披麻帶孝，鋪草蓆枕土塊。而且強行不食使自己飢餓，又故意穿單薄的衣服讓自己受寒，導致面容枯槁，耳不聰目不明，引致自己無力做事，甚至弄得需要拐杖才能行走，這樣一共堅持三年。君主、父母、妻子與長子死了，各守喪三年外，伯父叔父兄弟又需要守喪一年、外姓姻親和親族守喪五個月，姑姊甥舅亦有數個月守喪期。若以這些言論作法則，君主不能上早朝、農夫不能耕作、工仄不能製作器皿，因此造成社會癱瘓，墨子認為這主張決不能實行。

## 引用古聖王葬喪之法
古代聖王曾經制訂埋葬之法，棺木只需三寸厚、衣服只用三領，下葬時墓穴不需到達地泉，上面不會滲出臭氣，陵墓寬三尺，就足夠了。活著的人不需守喪太久，應盡快從事工作，這是聖王埋葬之法。
從前堯到北狄中從事教化工作時，死在途中葬於蛩山，只用三領衣衾，以劣質的穀木當棺材，用葛布包屍體，下葬以後才哭。舜到西戎從事教化工作時，死在途中，葬在南己。他同樣以劣質的穀木當棺材，用葛布包屍體。禹往東到九夷從事教化工作時，死在途中，葬於會稽山。他以桐木當棺材，同樣用葛布包屍體。這三位聖王貴為天子，富有天下，卻採用了這樣的埋葬方法。

## 重申節葬
因此，棺木只需三寸厚、衣服只用三領，下葬時墓穴不需到達地泉，上面不會滲出臭氣，陵墓寬三尺，就足夠了。哭著送葬，哭著回來，回來從事生產這才有助於祭祀，有助於向父母行孝。如果確實要行仁義，就以節葬作為施政的主張。